# ملا محمود بایزیدی
ملا محمود بایزیدی (١٧٩٧-١٨٥٩) نویسنده، مترجم و نسخه‌شناس کرد سده نوزدهم است. بایزیدی به تشویق الکساندر ژابا کنسول روس آثار بسیاری از ادبیات کلاسیک کردی، مانند آثار احمد خانی، را مکتوب کرد. او همچنین به ترجمه شرفنامه بدلیسی به کردی پرداخت. او همچنین به تالیف داستان‌های کردی و چند اثر درباره تاریخ و فرهنگ کرد شناخته شده است. بایزیدی در دغوبایزید به دنیا آمد و در ارزروم درگذشت.

## آثار
- عادات و تقالید اکراد
- تحفه الخلان فی لسان الکرد
- ترجمه شرفنامه
- کتاب تواریخ جدید کردستان
- چل حکایت